# Língua eslovena
O (em esloveno: Slovenščina ou slovenski jezik; em inglês: slovenian) é um idioma da família das línguas indo-europeias pertencente ao grupo de línguas eslavas meridionais. É a língua oficial da Eslovénia (português europeu) ou Eslovênia  (português brasileiro) e também uma das 24 línguas oficiais da União Europeia.

## História
Os assentamentos eslovenos mais antigos na região atual datam do século VI d.C. No princípio a língua eslovena compartilhou seu desenvolvimento com os dialetos kajkaviano e cakaviano[carece de fontes?], ambos servo-croatas, mas do século XII em diante os eslovenos estiveram controlados politicamente por falantes de romance e sobretudo de germânico[carece de fontes?], o que fez com que o uso do esloveno se restringisse a formas dialetais bastante localizadas, resultando em um bilinguismo extensivo mas esporádico[carece de fontes?]. Existem poucos textos do período anterior à Reforma, dentre eles os Fragmentos Freisin (cerca de 1000 d.C.) são notáveis.
No século XVI a língua eslovena se desenvolve graças a obra de Trubar, Dalmatin, Krelj, Bohoric e outros, sendo impressos uns 50 livros entre 1550 e 1598. A Contrarreforma deteve a expansão e codificação da língua escrita, mas no século XIX formas literárias foram implantadas e adotadas pelos intelectuais eslovenos.[carece de fontes?]
No século XX, os planificadores da língua tiveram de enfrentar vários problemas[carece de fontes?], incluindo o bilinguismo, a heterogeneidade das variantes dialetais e o contraste entre as aproximações teóricas e as considerações práticas. Fruto dessa complexidade é a coexistência de dois sistemas fonológicos autorizados: um com distinções tonais e outro sem distinções tonais; o primeiro é típico em determinados dialetos e o segundo em outros.

## Dados
O esloveno literário normativo é a língua oficial da Eslovênia, sendo a língua nativa de cerca de 2,2 milhões de pessoas na Eslovênia e regiões fronteiriças da Itália, Áustria e Hungria. Há cerca de 400.000 falantes em comunidades emigradas na Argentina, Canadá, Croácia, Estados Unidos, Sérvia e Montenegro. A palavra esloveno (slovenščina) é usada para definir a língua desde o princípio do século XIX.

## Dialetos
Geralmente se aceita, mesmo que seja difícil de demonstrar, que o esloveno é único dentre as línguas eslavas devido a heterogeneidade de seus dialetos, especialmente devido ao tamanho reduzido da região ocupada pelos falantes de esloveno.[carece de fontes?] Devido a esta diversidade há uma falta de inteligibilidade mútua entre eles.[carece de fontes?] Alguns estudiosos falam de 36 e até 46 dialetos e subdialetos. Os principais dialetos incluem:
- - Carintio, no extremo norte da Eslovênia, sul da Áustria, pequena região no nordeste da Itália.
  - Litorâneo, oeste da Eslovênia, região fronteiriça da Itália com a Eslovênia, incluindo Trieste.
  - Rovtarsko, região central da Eslovênia.
  - Alto Carniolo, região centro-norte da Eslovênia, incluindo a capital Ljubljana.
  - Carniolo interior, região sudoeste da Eslovênia, próxima ao golfo de Veneza.
  - Baixo Carniolo, região sudeste da Eslovênia.
  - Kocevje, região de Kocevje, no sudeste da Eslovênia.
  - Estírio, região nordeste da Eslovênia.
  - Estírio-Panônio (Prekmuro), extremo nordeste da Eslovênia, regiões fronteiriças da Áustria e Hungria.

## Escrita
O esloveno utiliza o alfabeto latino, com exceção das letras Q, X, W e Y, que são usadas somente para grafar nomes e fórmulas estrangeiras, e acrescido das letras Č, Š e Ž.

## Gramática
A língua eslovena possui três gêneros: masculino, feminino e neutro; e três números: singular, plural e dual, sendo este último restrito a pronomes, adjetivos e verbos.
Os números 1 e 2 possuem gêneros: 1 ed/en (masc.), ena (fem.); 2 dva (masc.), dve (fem./neutro); 3 a 10: tri, štiri, pet, šest, sedem, osem, devet, deset; 11 enajst, 12 dvanajst, 13 trinajst, 20 dvajset, 30 trideset, 40 štirideset, 100 sto.
Os pronomes pessoais são:
- Singular 1ª pes. jaz, 2ª pes. ti, 3ª pes. on/ona/ono
- Dual 1ª pes. midva, 2ª pes. vidva, 3ª pes. onadva
- Plural 1ª pes. mi, 2ª pes. vi, 3ª pes. oni/one/ona

A ordem da frase é sujeito, verbo e objeto.